# JUMP (LINDBERGの曲)
『JUMP』（ジャンプ）は、日本のロックバンド・LINDBERGの3枚目のシングル。
作詞: 西脇淳子　作曲: 佐藤宣彦

## 解説
2ndアルバム「LINDBERG II」からシングルカットされた。国際スポーツフェア'90春イメージソング

## 収録曲
1. JUMP
2. Get The Emotion